# Кашалот джудже
Кашалотът джудже (Kogia sima) е вид едър бозайник от семейство Кашалоти джуджета (Kogiidae).
Това е един от двата съвременни вида в семейството, наред с малкия кашалот (K. breviceps) – двете форми са много близки и до 1966 година са смятани за един вид. Кашалотите джуджета са слабо проучени и за известни главно от изхвърлени на сушата екземпляри. Достигат дължина 2,7 m и маса 250 kg. Хранят се главно с главоноги и ракообразни.